# Asynchronní motor

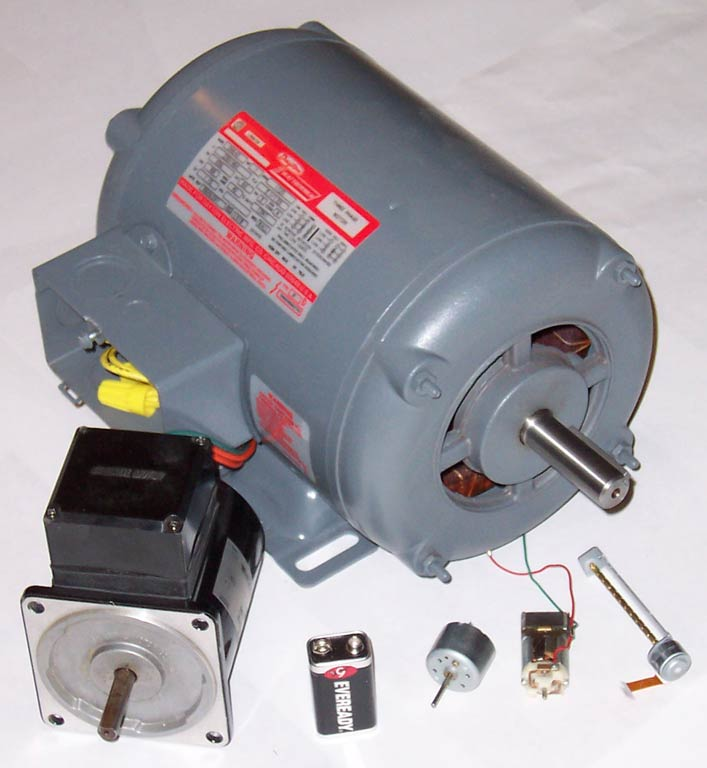
Největší motor: třífázový asynchronní motor 750W, (druhý největší 25W, dále synchronní motorky z CD přehrávače a stejnosměrný motorek z dětské hračky).

Asynchronní motor (též indukční motor) je v elektrotechnice točivý elektrický stroj na střídavý proud, který slouží jako elektromotor. Asynchronní motor používá pro vznik točivého momentu točivé magnetické pole vznikající ve statoru pro indukci elektrického proudu v rotoru (přenos energie elektromagnetickou indukcí u motoru s kotvou na krátko), a proto musí mít otáčky o něco nižší , než je rychlost točivého magnetického pole (tzv. skluz) − odtud asynchronní (tj. nesynchronní). Díky přenosu indukcí není potřeba žádné elektrické spojení s rotorem. Rotor asynchronního motoru může být klecový (s kotvou nakrátko) nebo s kroužkovou kotvou. Potom má kotva běžné vinutí jako stator.
Třífázový asynchronní motor je nejrozšířenějším elektromotorem na světě, protože je jednoduchý, ekonomický, bezúdržbový, roztáčí se bez dalších pomůcek (ve variantě s kotvou nakrátko při jejich činnosti nevzniká jiskření, takže se hodí do výbušných prostředí, například doly, plynové přístroje apod.). Jednofázové varianty jsou používány pro nižší výkony. Přestože jsou tradičně využívány pro běh v konstantních otáčkách, jsou v současné době pomocí frekvenčních měničů používány i za různých otáček (typicky kvůli úspoře elektrické energie).

## Charakteristika
Vzhledem k jednoduché konstrukci, robustnosti a možnosti bezjiskrového provedení je tento druh motoru v praxi nejběžnější, je využíván v mnoha oblastech průmyslu, dopravy i v domácnostech. Výkon asynchronních motorů se pohybuje od několika wattů až do několika megawatt. Díky poklesu ceny výkonových polovodičů a řídicích systémů nahrazuje postupně tento druh motoru sériový elektromotor, užívaný zejména v pohonech určených pro elektrickou trakci (kolejová vozidla a trolejbusy). Nové pohony, určené pro trakci, jsou dnes již výlučně realizovány s asynchronním případně synchronním motorem.

## Historie
První asynchronní motory postavilo nezávisle na sobě několik vynálezců:
- V roce 1887 podal Nikola Tesla patent na asynchronní stroj s kotvou na krátko, 5. května následujícího roku pět dalších patentů.
- Ve stejném období publikoval Galileo Ferraris pojednání o točivých strojích, které v roce 1885 experimentálně doložil.
- V roce 1889 přišel Michail Osipovič Dolivo-Dobrovolskij s prvním trojfázovým asynchronním motorem s kotvou nakrátko.

## Trojfázový asynchronní motor

### Konstrukce

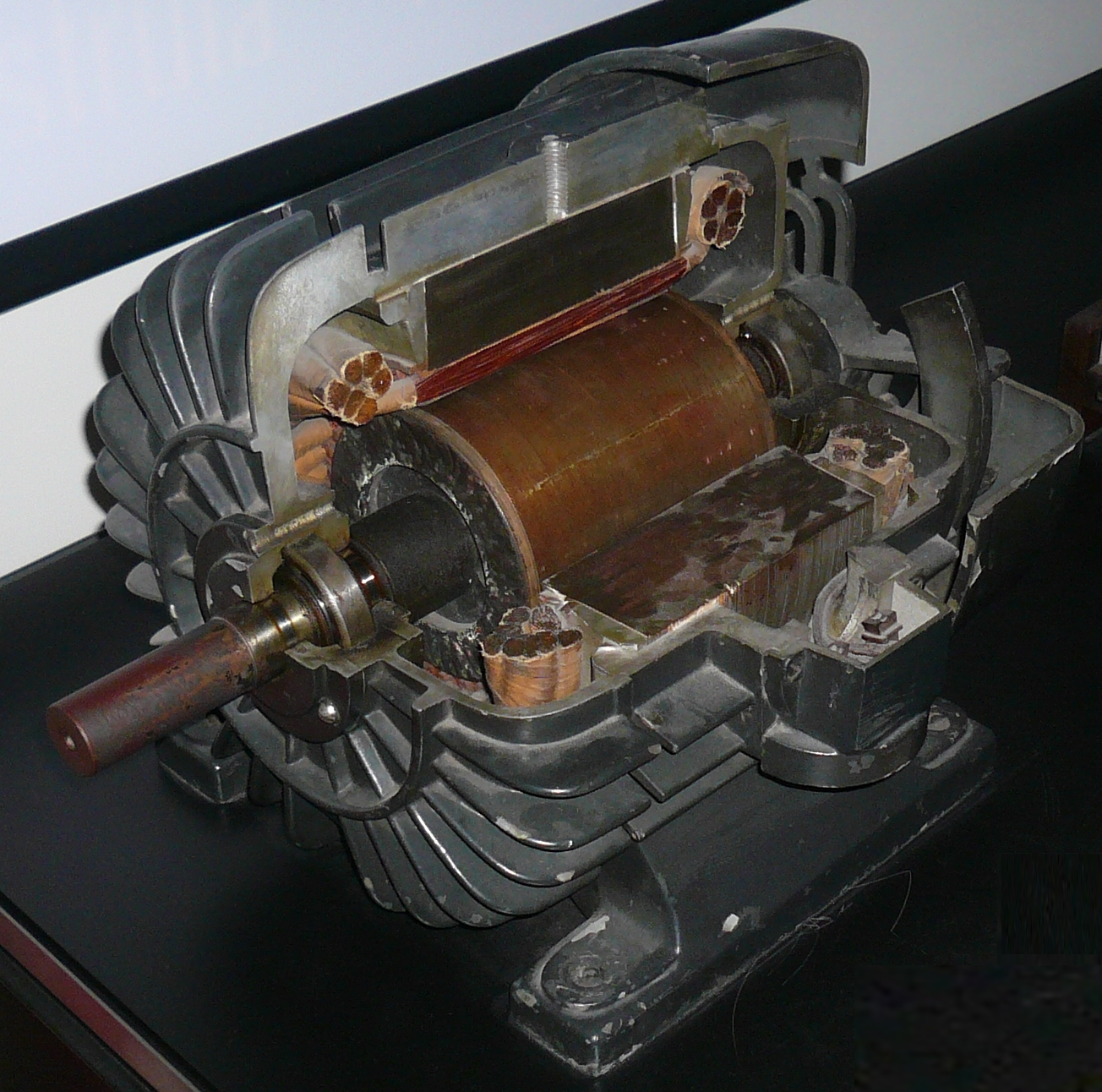
Konstrukce trojfázového asynchronního motoru

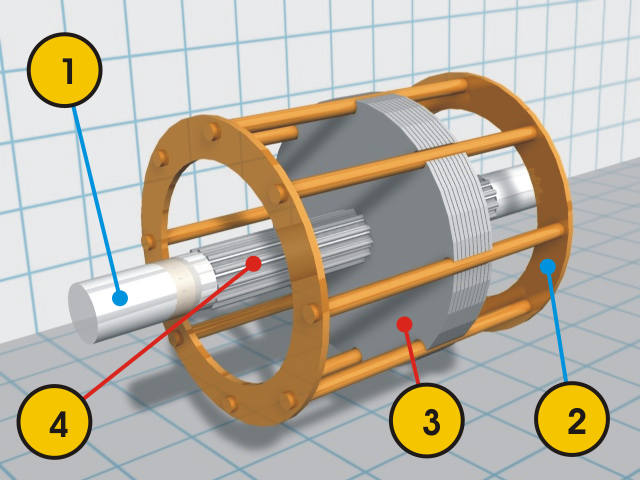
Klecový rotor asynchronního motoru (1 − hřídel, 2 − klec se zkratovacími kroužky, 3 − rotorové plechy, 4 − drážky pro přenos točivého momentu).

Každý trojfázový asynchronní motor je složen ze dvou hlavních částí.
- Stator (pevná část) – je u většiny typů podobný. Je složen z nosné kostry motoru, ložiskových štítů, příruby, patek, svazku statorových plechů se statorovým vinutím vloženým do drážek.
- Rotor (otočná část) – hřídel s nalisovanými rotorovými (elektrotechnickými) plechy (tzv. dynamoplechy) s drážkami, do kterých jsou vloženy tyče rotorové klece nebo vodiče rotorového vinutí. Této části asynchronního stroje se říká kotva.
- Kotva nakrátko nebo kotva klecová – v drážkách rotoru jsou vloženy neizolované měděné, mosazné nebo hliníkové tyče, které jsou na obou koncích spojeny zkratovacími kruhy. Tyče spolu s kruhy mají podobu klece (anglicky squirrel cage rotor). Klec je svařena nebo odlita vstřikováním hliníku.
  - Kroužková kotva – v drážkách plechů je uloženo vinutí rotoru z izolovaných vodičů, které je zapojeno do hvězdy, do trojúhelníka nebo do V (dvoufázové). Rotorové vinutí je vyvedeno na tři kroužky. Na kroužky dosedá trojice uhlíkových kartáčů, ke kterým lze připojit regulační rotorový obvod, nejčastěji rezistory. Větší motory mívají odklápěč kartáčů se zkratovačem kroužků.

### Princip činnosti

Točivé magnetické pole

Základem činnosti asynchronního stroje je vytvoření točivého magnetického pole statoru, které vznikne průchodem střídavého trojfázového proudu vinutím statoru. Toto magnetické pole indukuje ve vinutí rotoru napětí a vzniklý proud vinutím rotoru vyvolává magnetický tok, který je spřažen se statorem. Spřažený magnetický tok vyvolá (na principu vodič protékaný proudem v magnetickém poli) silové působení na rotor a tím způsobí otáčení rotoru.

### Otáčky elektrického pole statoru
Otáčky točivého pole statoru, tj. synchronní otáčky, jsou dány kmitočtem napájecího napětí a počtem pólů motoru.
{\displaystyle n_{s}={\frac {60\cdot \ f}{p}}\quad [min^{-1}],}
kde {\displaystyle f} je kmitočet proudu a {\displaystyle p} je počet pólových dvojic - pólpárů statoru a rotoru[zdroj?] (tj. {\displaystyle p}: 1 = dvoupólový, 2 = čtyřpólový, 3 = šestipólový, 4 = osmipólový atd.). Většina evropských a asijských elektrických distribučních sítí má jmenovitý kmitočet {\displaystyle f} = 50 Hz, ve kterých má dvoupólový motor 3000 min−1, viz následující tabulka.
|                   | označení         |      |      |      |      |      |      |       |      |      |      |      |
| počet pólů        | 2p               | 2    | 4    | 6    | 8    | 10   | 12   | 14    | 16   | …    | 30   | …    |
| počet pólpárů     | p                | 1    | 2    | 3    | 4    | 5    | 6    | 7     | 8    |      | 15   |      |
| synchronní otáčky | ns [min−1]       | 3000 | 1500 | 1000 | 750  | 600  | 500  | 428.6 | 375  |      | 200  |      |
| úhel mezi póly    | [deg mechanický] | 120° | 60°  | 40°  | 30°  | 24°  | 20°  | 17.2° | 15°  |      | 8°   |      |
| úhel mezi póly    | [deg elektrický] | 120° | 120° | 120° | 120° | 120° | 120° | 120°  | 120° | 120° | 120° | 120° |

### Skluz

Otáčky rotoru jsou menší než otáčky točivého magnetického pole tvořeného statorem o skluz udávaný v procentech.

Asynchronní stroj může dávat na výstupní hřídeli kroutící moment jen tehdy, pokud rychlost otáčení magnetického pole statoru je rozdílná oproti mechanickým otáčkám rotoru. Jedná se o tzv. skluz. Při nenulovém skluzu se magnetický tok statoru spřažený s tokem rotoru pohybuje vůči rotoru, rotorem protéká proměnný (střídavý) spřažený magnetický tok statoru a rotoru, ve vinutí rotoru se indukuje napětí, teče rotorový proud, rotorová část spřaženého magnetického toku stroje je nenulová a vzniká na ní kroutící moment. Kmitočet vinutí statoru je dán kmitočtem sítě. Kmitočet magnetického toku rotoru a na vinutí rotoru je nenulový, je dán skluzem a je rozdílný od kmitočtu, statorového vinutí. Skluz je udáván v procentech a definována jako:
{\displaystyle s={\frac {n_{s}-n}{n_{s}}}\cdot 100\quad [\%],}
kde {\displaystyle n_{s}} jsou "synchronní" otáčky magnetického pole statoru, {\displaystyle n} jsou mechanické otáčky rotoru. Jmenovité otáčky motoru jsou otáčky se započtením jmenovitého skluzu motoru (oboje je uvedeno na výrobním štítku motoru).
Podle hodnoty skluzu (v procentech) lze rozdělit oblasti práce asynchronního stroje:
- {\displaystyle s\in (-\infty ,0)} – generátory, obvyklé meze {\displaystyle s\in (-100,0)}
- {\displaystyle s\in (0,100)} – motory, obvyklé pracovní meze {\displaystyle s\in (0.5,5)} u strojů s velkým výkonem a do 10 % u strojů s malým výkonem
- {\displaystyle s\in (100,\infty )} – brzda obvyklé meze {\displaystyle s\in (100,200)}

Při nulovém skluzu, tj. při synchronních otáčkách stroje se spřažený magnetický tok statoru a rotoru nepohybuje vůči rotoru, rotorem protéká jen neproměnný = stejnosměrný spřažený magnetický tok vyvolaný jen statorem, ve vinutí rotoru se neindukuje napětí, neteče rotorový proud a nevzniká kroutící moment. Chod ASM v oblasti synchronizmu je v praxi výjimkou. Většinou se jedná o přechod z motorického do generátorického režimu chodu nebo naopak. Při synchronním chodu jsou mechanické ztráty (ložiska, ventilátor) hrazeny výkonem z vnějšího zdroje nebo z akumulované kinetické energie soustavy.

### Moment asynchronního motoru
Moment běžného asynchronního motoru s kotvou nakrátko je v ustáleném stavu dán tzv. Klossovým vztahem (tento vztah se v dnešní době začíná nahrazovat). Ustálený stav nastává po odeznění přechodových dějů způsobených rychlými změnami zátěže nebo napájení stroje.
{\displaystyle M={\frac {2M_{max}}{{\frac {s}{s_{z}}}+{\frac {s_{z}}{s}}}}}
kde {\displaystyle M_{max}} je maximální moment stroje = momentu zvratu (neplést se jmenovitým) a {\displaystyle s_{z}} je skluz zvratu, tj. skluz při maximálním momentu

Momentová charakteristika asynchronního motoru pro konstantní napájecí frekvenci

V běžných provozních stavech, kdy je skluz malý (několik procent), lze Klossův vztah linearizovat zanedbáním nevýznamných členů:
{\displaystyle M={\frac {2M_{max}}{s_{z}}}s}
Maximální moment stroje je úměrný druhé mocnině napájecího napětí.
Provozní otáčky asynchronního motoru musí být větší než otáčky při momentu zvratu. Při chodu v oblasti čela (stoupající části) momentové chrakteristiky dochází vlastně jen k rozběhu motoru a odběru velkého proudu, který při dlouhodobém chodu tepelně poškodí vinutí motoru. Normální provoz motoru je v oblasti jmenovitých otáček, které se nachází v týlu (klesající části) momentové charakteristiky, za momentem zvratu, v oblasti s malým skluzem.

### Spouštění

Druhy kotev s dvojitou klecí

Při spouštěni asynchronního motoru s kotvou nakrátko je záběrový proud až 7× vyšší než hodnota nominálního proudu. Tím v síti vznikají velké proudové rázy při poměrně malém záběrovém momentu.
Proto je přímé spouštění zpravidla používáno jen pro motory s výkonem přibližně do 3 kW.

#### Motor s kotvou nakrátko
Zmenšení velkého rozběhového proudu lze u asynchronního motoru docílit snížením rozběhového napětí statoru, nebo zvětšením impedance rotoru nebo tvarem rotorové klece. Regulace napětí, změna impedance rotoru nebo tvar klece nemění rychlost otáčení magnetického pole motoru (tj. synchronní otáčky), mění skluz motoru. Snížením napětí statoru dosáhneme snížení velikosti proudu ve statoru a tím i v rotoru. Kroutící moment na výstupní hřídeli klesá s obrácenou hodnotou čtverce napětí. Viz přepínač Y/D. Proto je toto spouštění vhodné pro odlehčený motor nebo motor bez zátěže.
Nejčastěji používané metody snížení rozběhového napětí jsou:
- Statorový spouštěč – Do série se statorovým vinutím jsou zapojeny omezovací impedance (často jen rezistory), které jsou během spouštění postupně vyřazovány. Pro omezení ztrát na rezistorech jsou do spouštěcího obvodu zařazovány předřadné impedance - cívky, které (i když jen krátkodobě) zhoršují účiník odebíraného proudu. Tento způsob je vhodný pro jemný záběr motoru, který je při rozběhu málo zatížen.
- Rozběhové transformátory – Do série se statorovým vinutím jsou zapojeny spouštěcí transformátory snižující rozběhové napětí a tím i rozběhový proud. Z ekonomických důvodů se nejčastěji používají autotransformátory. Při spouštění lze autotransformátor krátkodobě i přetížit, neboť ihned po rozběhnutí motoru je odpojen ze sítě. Tento způsob rozběhu se používá hlavně pro motory velkých výkonů.

Svorkovnice asynchronního motoru zapojená do hvězdy a do trojúhelníka.

- Svorkovnice asynchronního motoru zapojená do hvězdy a do trojúhelníka.Přepínač hvězda–trojúhelník Y/D – Statorové vinutí motoru je při rozběhu spojeno do hvězdy (označované Y), po ukončení rozběhu je vinutí přepojeno do trojúhelníku (označované D). Pro třífázovou soustavu 400/230 V a pro jmenovité napětí cívky statoru 400 V plati: Napětí cívky při rozběhu je zmenšeno na {\displaystyle 1/{\sqrt {3}}=0{,}577}, to odpovídá 230 V. V tomto poměru (0,577) klesne odebíraný proud, ale výkon klesne na {\displaystyle 1/3}. Cívka je po ukončení rozběhu a přepnuta do D, to odpovídá 400 V. Rozběh Y/D se může použít jen pokud je motor při rozběhu odlehčen. Přepínáním Y/D se nemění rychlost otáčení motoru, mění se skluz motoru.
- Polovodičový regulátor napětí (motorový softstartér) – Je polovodičová, maloztrátová regulace napětí motoru, při kterém lze dosáhnout plynulý rozběh motoru. Softstartér nemění rychlost otáčení motoru, mění skluz motoru. Softstartér je možno použít i pro regulaci otáček ASM ventilátoru a podobné zátěže s kvadratickou závislostí výkonu na otáčkách.
- Speciální úprava klece - Speciální úpravy klece jsou prováděny jednak pro omezení rozběhových proudů statoru a také pro zvětšení záběrového momentu při rozběhu. Rozběhový moment pak může dosáhnout až momentu zvratu. Tato úprava je v malé míře realizována i u běžných elektromotorů ASM.
  - Kotva s dvojitou klecí – Mělce uložená klec je rozběhová. Druhá, hluboko uložená klec je běhová.
  - Kotva s odporovou klecí – Vodiče klece jsou vyrobeny z materiálu s větším měrným elektrickým odporem. Stroj má zvýšené ztráty při běžném chodu.
  - Vírová kotva – Speciální tvary drážek a tyčí klece, které jsou umístěny po celém obvodu rotoru, každý z těchto vodičů má stejný odpor, ale různé rozptylové indukčnosti.

#### Motor s kroužkovou kotvou
Přes kartáče je ke kroužkům rotoru připojen rotorový spouštěč, většinou sestavený ze tří (dvou - zapojení V) stejně velkých rezistorů, které jsou postupně vyřazovány. Po skončení rozběhu je vinutí spojeno nakrátko. Kroužková kotva je určena pro omezení rozběhových proudů statoru a také pro zvětšení záběrového momentu při rozběhu. Rozběhový moment může dosáhnout až momentu zvratu. Rotorový spouštěč nemění rychlost otáčení motoru, mění skluz motoru.

### Regulace otáček
Otáčky rotoru:
{\displaystyle n=n_{s}(1-s)={\frac {60\cdot f_{1}}{p}}(1-s)},
jsou tedy dány skluzem {\displaystyle s}, kmitočtem napájecího napětí {\displaystyle f_{1}}, a počet pólpárů {\displaystyle p}. Regulovat otáčky tedy můžeme změnou kterékoliv z těchto veličin.
- Regulace změnou napájecího napětí – je založena na sklonění momentové charakteristiky v závislosti na změně napětí na svorkách motoru s následnou změnou skluzu pro daný moment, tj. posunutím pracovního bodu. Je prováděna přepínáním vinutí statoru hvězda/trojúhelník, nebo vložením impedance do napájení statoru, autortransformátorem a podobně.
- Regulace změnou impedance v rotoru – lze použít pouze u motoru s kroužkovou (vinutou) kotvou. Zvětšením impedance rotoru (odporníkem) snížíme hodnotu proudu rotoru a tím i statoru. Současně se posouvá momentová charakteristika a tím i skluz.
  - Pomocí regulačního odporu – zařazením odporu do obvodu rotoru se část skluzového výkonu přemění na teplo. Je to nehospodárný způsob změny skluzu.
  - Podsynchronní kaskádou – část skluzového výkonu se vrací zpět do sítě, jde tedy o hospodárnější způsob snížení skluzu. Kmitočet rotorových proudů je odlišný od kmitočtu sítě, před navrácením výkonu do sítě se tedy musí použít měnič kmitočtu.
- Regulace změnou kmitočtu – používá se u motorů s kotvou nakrátko. Připojením měniče kmitočtu můžeme řídit kmitočet a efektivní hodnotu výstupního napětí a tím i vytvářené magnetické pole statoru. Synchronní otáčky motoru odpovídají výstupnímu kmitočtu měniče. Výstupní kmitočet měniče může být nižší, stejný nebo vyšší než kmitočet sítě. Motor napájený frekvenčním měničem pak má otáčky rozdílné než by odopovídaly otáčkám motoru při přímém napájení ze sítě i vyšší.
  - Skalární řízení – lze nastavovat konstantní - jmenovitou velikost magnetického toku. V podstatě reguluje výstupní kmitočet a napětí v poměru U/f =konstanta. Používá se u motorů s nízkými nároky na dynamické vlastnosti (čerpadla,ventilátory). Skalární řízení je nepoužitelné pro regulaci stroje v oblasti nulových otáček.
  - Vektorové řízení – kromě velikosti magnetického toku lze nastavovat i jeho směr a tím můžeme docílit plynulou změnu otáček při jakémkoliv režimu práce a zatížení. Jde o dokonalejší způsob řízení otáček. Vektorové řízení umožňuje generovat moment i v oblasti nulových otáček. Starší implementace vektorového řízení vyžadovaly čidlo otáček, dnes se již používají metody pro bezsenzorovou identifikaci stavu stroje.
  - Přímé řízení momentu (DTC) - jde rovněž o pokročilou metodu řízení, která však nezajistí plnou dynamiku při nízkých nebo nulových otáčkách. Výhodou DTC je, že řídicí algoritmus je jednoduchý přímo generuje stav sepnutí tranzistorů a nevyžaduje čidlo otáček nebo náročnou identifikaci stavu stroje.
- Regulace změnou počtu pólů – lze dosáhnout pouze skokové změny otáček, protože počet pólových dvojic musí být celé číslo.

### Brzdění

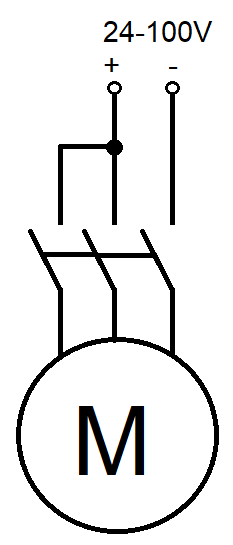
Příklad zapojení stejnosměrné brzdy

Při prostém odpojení ze sítě je v motoru (a případně v dalších zařízeních poháněných motorem (například vlak)) akumulována velká kinetická energie, která působí dlouhý doběh motoru. Brzdný moment, potřebný k rychlejšímu zastavení motoru, lze vytvořit jak mechanicky, tak i elektronicky.
- Brzdění protiproudem – změnou smyslu otáčení magnetického pole statoru se vytváří brzdný moment, působící proti směru otáčení rotoru. Skokovým přepnutím smyslu otáčení motoru vznikne skluz o velikosti blížící se dvojnásobnému skluzu při rozběhu motoru. Přepnutím dochází ke zvýšenému mechanickému namáhání izolace vinutí statoru. Vinutím statoru i rotoru tečou značné proudy (větší než zapínací). Tím dochází k proudovému přetížení motoru. Kinetická energie je přeměňována především na teplo v rotoru, čímž se motor značně ohřívá a způsobuje, zvýšené tepelné namáhání izolace vinutí statoru. Při častějším brzdění proudem je nutno zajistit intenzivní chlazení motoru. Před dosažení nulových otáček je nutno motor odpojit, aby se nezačal otáčet opačným směrem. Brzdění protiproudem je energeticky nehospodárné a je používáno pro výkony do cca 10 kW.
- Brzdění generátorické (viz elektrodynamická brzda) – nastává při práci motoru jako generátoru, tedy když {\displaystyle n>n_{1}} lze jej použít pro zastavení motoru, pouze pokud je možné měnit frekvenci otáčení magnetického pole frekvenčním měničem. Vyrobenou energii je možno vracet do sítě nebo do akumulátoru energie, jedná se o nejhospodárnější způsob brzdění asynchronního motoru (tzv. rekuperace). Tento způsob používají například moderní lokomotivy, tramvaje a trolejbusy. Pokud frekvenční měnič nevrací vyrobenou elektřinu zpátky do sítě, musí být zmařena na teplo. Nejčastěji je mařena v tzv. "brzdném odporu", u hybridního vozidla může být ukládána do baterií. Maření energie v rezistoru používají starší lokomotivy, tramvaje a trolejbusy. U obou těchto způsobů je výhodné, že se vyrobená energie odvede mimo motor, který se díky tomu zbytečně nepřehřívá. Pomocí tohoto způsobu lze zastavit motor až do nulových otáček, udržovat konstantní brzdící moment a podobně.
- Dynamické brzdění (stejnosměrná brzda) – statorové vinutí se odpojí od sítě a připojí se na zdroj stejnosměrného napětí. Magnetické pole statoru je nepohyblivé. Rotor se otáčí v magnetickém poli, indukuje se v něm napětí a prochází proud. Tím spřažené magnetické pole vytváří brzdný moment. Velikost brzdného momentu je možno regulovat velikostí stejnosměrného proudu pouze v omezeném rozsahu. Tento způsob je účinný při vyšších otáčkách. Při otáčkách blízkých nule musí být motor dobrzděn mechanicky. Tento způsob brzdění je jednoduchý a spolehlivý. Většina tepelné energie vytvořené brzděním zůstává v rotoru motoru, který se tím ohřívá. Množství tepla je mnohem menší než při brzdění protiproudem.

### Asynchronní motor jako generátor
Třífázový asynchronní motor je možné bez úprav používat jako elektrický generátor pro výrobu elektrické energie. Přechod ASM z motorického chodu do generátorického chodu nastává po zvýšení otáček rotoru stroje nad úroveň synchronních otáček skluz s = 0. Skluz v motorickém chodu je s = 1 až s > 0. Skluz v gegnerátorickém chodu  má záporné znaméko s < 0 až přibližně s = -1,2. Výkon dodaný do vnější sítě je měřen zvláštním, samostatným Elektroměrem na přípojce.
Pro svoji jednoduchost a bezúdržbovost je jako generátor používán zejména u malých vodních elektráren. Otáčky vodní turbíny (nebo jiného zdroje točivé energie) je potřeba převodem změnit na nadsynchronní otáčky použitého asynchronní motoru, tj. skluz má záporné znaménko. Tyto nadsynchronní otáčky pak drží vnější elektrická síť. Přívod vody na turbínu je nutno regulovat tak, aby nedošlo k poklesu k synchronním otáčkám motoru a nebyl překročen obvykle 1,5 násobek synchronních otáček. Při poklesu otáček by přešel motor z generátorického do motorického chodu a začal by ze sítě odebírat činnou energii. Při překročení otáček by mohlo dojít k přetížení v generátorickém chodu a mechanické havárii. Při provozu motoru jako generátor mimo oblast optimálních otáček dojde ke snížení účinnosti. Používány jsou přednostně vícepólové motory, které mají nižšími provozní rychlost otáčení (např. 1500 min−1). Vodní turbíny bývají provedeny jako nízkoobrátkové. Mezi turbínu a motor je nutno vkládat převodovku do rychla. Znamená to však vyšší mechanické ztráty výkonu v převodovce. U nižších jmenovitých otáček motoru hrozí problémy s chlazením a tím i přehříváním a zkracováním životnosti.
Spouštění asynchronního motoru jako generátoru může probíhat tak, že obsluha nejprve připojí motor k trojfázové síti (přímo nebo přepínačem Y/D nebo jinak). Motor se s připojenou turbínou se roztočí do jmenovitých otáček, které jsou blízké synchronním. Potom obsluha otevře stavidlo přívodu vody na turbínu. Motor začne zrychlovat až do nadsynchronních otáček. Od této chvíle motor dodává do sítě elektrickou energii a vnější síť zároveň určuje jeho otáčky. Odpojení je prováděno opačným postupem, aby nedošlo k přetočení a tím poškození motoru (turbína bez zátěže). Pokud má například asynchronní motor jmenovité otáčky 1430 min−1, jde o motor se dvěma pólpáry (šest cívek připojených k trojfázové síti), jeho synchronní otáčky jsou 1500 min−1 a skluz 70 min−1 (s = 6,7 %). Takový motor bude jako generátor optimálně pracovat při rychlosti 1500+70 = 1570 min−1 (s = −6,7 %).
Pro svoji práci odebírá asynchronní motor v motorickém chodu z distribuční sítě zdánlivý výkon [VA], který je možno rozdělit na činný [W] a jalový výkon [var]. Zdánlivý, činný i jalový výkon jsou větší než nula (V používaném spotřebitelském systému mají kladné znaménko). Činný výkon je v motoru přeměňován na mechanický výkon na výstupní hřídeli a ztráty tj. teplo. Jalový výkon je jen přenášen mezi motorem a zdrojem (nebo kompenzátorem). Netvoří výkon a způsobuje činné ztráty.

Asynchronní stroj v ostrovním režimu s připojenými kondenzátory a záteží

Asynchronní motor v generátorickém chodu odebírá mechanický výkon z výstupní hřídele poháněcího stroje (turbíny). Asynchronní motor v generátorickém chodu dodává do distribuční sítě zdánlivý výkon [VA]. Dodává činný výkon [W] a odebírá jalový výkon [var]. Zdánlivý a činný výkon jsou menší než nula (V používaném spotřebitelském systému mají záporné znaménko). Jalový výkon je větší než nula a má kladné znaménko. K provozu asynchronního generátoru je nutné připojení k distribuční trojfázové síti. Provozovat samostatně asynchronní motor jako asynchronní generátor není možno (tj. nefunguje při výpadku vnější elektrické distribuční sítě). Distribuční síť vedle dodávky jalového výkonu určuje asynchronnímu generátoru kmitočet a tím rychlost otáčení. Pokud zdroj mechanického výkonu (turbína) nemá vhodně limitovány maximální otáčky je nutno při výpadku distribuční sítě odpojit asynchronní generátor od turbíny (nebo odpojit turbínu od vodního zdroje). Jinak by mohlo dojít k přetočení stroje, překročení provozní rychlosti otáčení a k jeho mechanickému poškození.
Asynchronní motor v generátorickém chodu v autonomním provozu (též v tzv. ostrovním režimu) je možno provozovat za zvláštních podmínek. Asynchronní generátor odebírá mechanický výkon z výstupní hřídele poháněcího stroje (turbíny). Po elektrické stránce pracuje asynchronní generátor izolovaně od vnějších soustav. Rychlost otáčení asynchronního generátoru a tím i kmitočet výstupního napětí generátoru může kolísat v závislosti na zatížení a průtoku vody turbínou. Závisí na vzájemné bilanci mechanického příkonu generátoru a elektrického výkonu generátoru. V tomto případě bývá asynchronní generátor připojen k autonomní síti například prostřednictvím frekvenčního měniče, který řídí výstupní napětí a kmitočet soustavy. Asynchronní generátor v autonomní síti je zdrojem zdánlivého výkonu [VA]. Do autonomní sítě dodává činný výkon [W]. Odebíraný jalový magnetizační výkon generátoru [var] a odebíraný jalový výkon autonomní sítě [var] je nutno dodávat například z kompenzační kondenzátorové baterie. Autonomní soustavu s asynchronním generátorem je nutno vybavit řídícími a regulačními obvody. Pro dodržení pevného kmitočtu může být použit například frekvenční měnič. Jinak se asynchronní motor v generátorickém chodu v autonomním provozu chová podobně jako při napojení na distribuční síť.

## Jednofázový asynchronní motor

### Konstrukce
- Stator – je složen ze statorových plechů a dvou vinutí. U stroje, jehož vinutí vychází z třífázového vinutí, je hlavní vinutí ve 2/3 drážek a pomocné vinutí je ve zbývající 1/3. Stroje konstruované jako jednofázové s trvale připojeným kondenzátorem mají v 1/2 drážek vinutí hlavní, v druhé polovině tzv. pomocné vinutí. Hlavní a pomocné vinutí mají posun 90°.
- Rotor – je vždy klecového provedení.

Vinutí statoru jednofázového asynchronního motoru. U1-U2: hlavní vinutí, Z1-Z2: pomocné vinutí

### Princip činnosti
Jednofázové hlavní vinutí vytváří pulzující magnetické pole, které se neotáčí ani nenatáčí. Aby rotor vytvářel točivý moment, musí se magnetické pole statoru otáčet, nebo alespoň natáčet vůči rotoru. Při jednofázovém napájení se musí proudy v hlavním a pomocném vinutí fázově posunout, aby vzniklo kruhové, nebo alespoň eliptické magnetické pole.
Toho se dociluje zapojením kondenzátoru do pomocného vinutí, nebo zhotovením pomocného vinutí z odporového materiálu - zvětšením rezistivity vinutí. Fázový posun mezi proudy bývá až 90°. Působení pomocného vinutí není pro samotný běh motoru nutné, a tak se v některých případech odpojuje po rozběhu. Nejčastější způsob odpínání pomocného vinutí je odstředivým spínačem. Pokud zůstane pomocné vinutí s kondenzátorem zapojeno i po rozběhu motoru, zvýší se výkon a točivý moment motoru na úroveň třífázového stroje stejné velikosti a rychlosti otáčení. Připojený kondenzátor zlepší celkový účiník stroje.[zdroj?] Kapacita kondenzátoru se volí s ohledem na výkon stroje tak, aby byl zhruba zachován poměr 68 μF/kW.
Pro pohon gramofonů, magnetofonů, ventilátorů apod. jsou používány jednofázové asynchronní motorky v provedení s pomocnými póly, kde pomocné vinutí je tvořeno závitem nakrátko na části statoru, tyto motory se nazývají asynchronní motory se stíněným pólem.

### Použití
Používá se pro elektrické pohony malých výkonů do 3,5 kW. Jednofázový asynchronní motor je používán tam, kde není nutné regulovat otáčky motoru během provozu stroje např. při pohonu kompresorů v lednicích, domácích pračkách, sekačkách a ventilátorech. Regulace otáček jednofázových asynchronních motorů frekvenčními měniči není používána. Použít je možno frekvenční měnič napájený z jednofázové střídavé sítě, který napájí třífázový asynchronní motor. V běžných spotřebičích jako je elektrické ruční nářadí, kuchyňské roboty, vysavače, vysoušečích vlasů jsou stále aplikovány komutátorové motory, které mají především vyšší rychlost otáčení a tím pro požadovaný výkon menší objem a hmotnost. Sériová výroba složitějších a na údržbu náročnějších komutátorových univerzálních motorů je dobře zvládnuta a automatizována.

## Další asynchronní motory

### Motor se stíněným pólem
Motor se stíněným pólem je druh jednofázového asynchronního motoru (ASM). Vyráběny jsou jen pro malé výkony. Motor je oblíben především pro svou jednoduchost a spolehlivost. Většinou se jedná o dvoupólový stroj.
Konstrukce se vyznačuje tím, že na statoru je jedna cívka navinutá izolovaným vodičem, napájená střídavým napětím síťového kmitočtu. Cívka bývá obvykle rozdělena na dvě stejné části. Pólové nástavce statoru obepínají rotor asi ze 70 %. Z tlustého neizolovaného vodiče je asi na 1/4 pólových nástavců statoru zhotoven jeden nebo dva závity nakrátko. Rotor (kotva) odpovídá běžnému rotoru běžných ASM. Motor se stíněným pólem je využíván především pro pohon malých ventilátorů. Otáčky jsou dány kmitočtem sítě a velikostí zatěžovacího momentu.
Princip činnosti: Vinutí statoru vyvolává ve vzduchové mezeře pod pólovým nástavcem spřažený magnetický tok, který po celé ploše pólového nástavce nemá stejný časový průběh. Při nárůstu velikosti toku je opožděn nárůst toku pod částí pólových nástavců se závitem nakrátko. Obdobně při poklesu toku, je pod částí se závitem nakrátko opožděn pokles toku. Tím je vytvořeno "pomocné vinutí", jako u běžného jednofázového ASM. Ve vzduchové mezeře vzniká magnetický tok, jehož amplituda se posouvá po obvodu rotoru. Ve výsledku vzniká ve statoru eliptické magnetické pole, které se může blížit kruhovému poli.